# San Juan de Gredos
San Juan de Gredos település Spanyolországban, Ávila tartományban. San Juan de Gredos Arenas de San Pedro és Candeleda községekkel határos. Lakosainak száma 228 fő (2024).

## Népesség
A település népessége az utóbbi években az alábbiak szerint változott:
| Lakosok száma | 394  | 401  | 382  | 366  | 338  | 287  | 269  | 256  | 255  | 228  |
|               | 2001 | 2004 | 2006 | 2009 | 2011 | 2014 | 2016 | 2019 | 2021 | 2024 |